# Belapur
Belapur (nep. बेलापुर) – gaun wikas samiti w zachodniej części Nepalu w strefie Mahakali w dystrykcie Dadeldhura. Według nepalskiego spisu powszechnego z 2001 roku liczył on 1244 gospodarstw domowych i 6738 mieszkańców (3628 kobiet i 3110 mężczyzn).